# الدوري الهولندي الدرجة الأولى 1998–99
الدوري الهولندي الدرجة الأولى 1998–1999 هو الموسم الثالث والأربعون من الدوري الهولندي الدرجة الأولى منذ إنشائه في عام 1956. فاز بهذا الموسم دين بوستش.

## الفرق
يشارك 20 نادي في الدوري: النادي الذي يحتل المرتبة الأولى في هذا الدوري يتأهل مباشرة إلى الدوري الهولندي الممتاز، تأهل في هذه الدوري دين بوستش.